# 王世茂
王世茂（？—1742年），字松波，福建省泉州府晉江縣人，清朝政治人物，是明朝僉都御史王用汲第五代子孫。雍正癸卯年歲貢出身。授汀州府長汀縣訓導，興學教士，有賢聲。後於1741年（乾隆6年）奉旨於台灣擔任鳳山縣訓導。負責鳳山縣一帶教育方面的事務。在任兩年，卒于官。